# Оупал (Вирџинија)
Оупал (енгл. Opal) насељено је место без административног статуса у америчкој савезној држави Вирџинија.

## Демографија
По попису из 2010. године број становника је 691.
| Група             | 2000.    | 2010.       |
| Белци             | 0 (0,0%) | 553 (80,0%) |
| Афроамериканци    | 0 (0,0%) | 57 (8,2%)   |
| Азијати           | 0 (0,0%) | 10 (1,4%)   |
| Хиспаноамериканци | 0 (0,0%) | 53 (7,7%)   |
| Укупно            | 0        | 691         |